# Sanae Motokawa
Sanae Motokawa (本川紗奈生?, Motokawa Sanae; Kushiro, 2 aprile 1992) è una cestista giapponese.

## Carriera
Con il Giappone ha disputato i Giochi olimpici di Rio de Janeiro 2016.